# Hondo (Nuovo Messico)
Hondo è una comunità non incorporata della contea di Lincoln nel Nuovo Messico, negli Stati Uniti. Si trova a circa cinque miglia a valle (est) da Ruidoso Downs, dove i fiumi Rio Bonito e Rio Ruidoso si uniscono per formare il Rio Hondo. Si trova nel punto in cui la U.S. Route 70 è unita dalla U.S. Route 380, che prosegue verso est. Ha avuto un ufficio postale dal 1900.

## Storia
La comunità fu fondata da coloni ispanici provenienti dalla valle del Rio Grande negli anni 1880 dopo che lo U.S. Army aveva controllato gli Apache nell'area. In origine si chiamava La Junta (l'incrocio) a causa dell'ingresso del Rio Bonito e del Rio Ruidoso. Più tardi fu chiamato Hondo (profondo) come il fiume.
Prima della colonizzazione, gli Apache vivevano nell'area e le schermaglie continuarono a verificarsi dopo la creazione di Fort Stanton. Secondo un'intervista di Frank Coe, i coloni che arrivarono prima del 1861 vivevano in placitas, o "composti famigliari in adobe chiusi per scopi difensivi", che sono ancora visibili nel panorama lineare che Hondo continua a mantenere oggi. I primi coloni allevavano e coltivavano, a volte commerciando con Fort Stanton.
Negli anni 1930 fu costruita la U.S. Route 70, che passava piuttosto a nord di Hondo. A quel punto, la comunità consisteva in una scuola, edifici comunitari e alcune famiglie.